# Svatý Martin (francouzská část)
Saint-Martin (francouzsky oficiálně Collectivité de Saint-Martin) je zámořské společenství Francie ležící v severní části ostrova Svatý Martin, patřícího do karibského souostroví Malé Antily.
Hlavním městem je Marigot.
Jižní část ostrova zvaná Sint Maarten je součástí Nizozemského království.

## Historie
Roku 1493 byl ostrov objeven Kryštofem Kolumbem.
Do 22. února 2007 bylo součástí francouzského zámořského departementu Guadeloupe.

## Symboly
Francouzská část ostrova Svatý Martin, francouzského závislého území, užívá francouzské symboly.

### Vlajka
Vedle Francouzské vlajky existuje, dle některých pramenů, několik variant vlajek území, jejichž platnost je však nejasná a zřejmě žádná z nich není oficiální.

### Hymna
Hymna Svatého Martina je píseň O Sweet Saint Martin's Land (česky Ó sladká země svatého Martina, francouzsky Saint-Martin, si jolie). Jedná se o píseň (hymnu) platnou pro obě části ostrova. Píseň složil (nejprve v angličtině) Gerard Kemps v roce 1958. Později napsal a složil i francouzskou verzi s jinou melodií.

## Politika
Svatý Martin byl po mnoho let francouzskou obcí, která byla součástí Guadeloupe, což je zámořský region a departement Francie. V roce 2003 se obyvatelé francouzské části ostrova vyslovili pro odtržení od Guadeloupe a vytvoření samostatného zámořského společenství (COM) Francie. Dne 9. února 2007 schválil francouzský parlament návrh zákona, který uděluje status COM jak francouzské části Svatého Martina, tak (samostatně) sousední části Svatého Bartoloměje. Nový status vstoupil v platnost 15. července 2007 po zvolení místních zastupitelstev, přičemž druhé kolo hlasování se nakonec konalo 15. července 2007.
Svatý Martin zůstává součástí Evropské unie, eurozóny, ale nikoli schengenského prostoru.